# Neon Dogs
Neon Dogs war eine deutsche Pop-Rock-Band aus Schwerin, die 2007 gegründet wurde.

## Geschichte
Die Gruppe gründete sich mit dem Namen Pausenbrot als Schülerband an einer Schweriner Grundschule. Ende 2012 wurde mit dem neuen Namen Neon Dogs der Song Baustelle mitsamt Videoclip auf YouTube veröffentlicht und bekam innerhalb weniger Tage mehr als 50.000 Klicks. 
Für die sechs Deutschland-Konzerte der Believe Tour von Justin Bieber wurde die Band als Voract gebucht.
Am 5. April 2013 erschien mit Träumen die erste offizielle Single bei Universal Music, zu der auch ein Musikvideo gedreht wurde. Die Single enthält auch den zuvor bereits auf Youtube veröffentlichten Titel "Baustelle". Neben diesen beiden Songs hat die Band über ihre Facebookseite den Titel "Taxi" veröffentlicht.
Die Musiker wurden 1997 und 1998 geboren. Vom Stil wird die Musik der Band mit Tokio Hotel verglichen.
2013 löste sich die Gruppe auf.

## Auftritte (Auswahl)
- 2013: Nordmagazin, NDR Fernsehen[2]
- 2013: RTL Hessen[3]
- 2013: Tigerentenclub, Das Erste, KiKA[4]